# Canthylidia aleurota
Canthylidia aleurota är en fjärilsart som beskrevs av Oswald Beltram Lower 1901. Canthylidia aleurota ingår i släktet Canthylidia och familjen nattflyn. Inga underarter finns listade i Catalogue of Life.